# Haaretz
Haaretz (em hebraico:  הארץ, literal "A Terra", "O País") é um jornal diário israelense, fundado em 1919 em Jerusalém. É publicado em hebraico, com uma versão condensada publicada em inglês como anexo à edição do International Herald Tribune distribuida em Israel. Tem também uma página de Internet em hebraico e em inglês.
A linha editorial foi definida por Gershom Gustav Schocken [en], que foi editor-chefe entre 1939 e 1990. O Haaretz pertence à família Schocken. Os actuais editores chefe são David Landau [en] e Tami Litani, que substituiram Hanoch Marmari [he] e Yoel Esteron [en] em Abril de 2004.
Em comparação com outros jornais diários em hebraico, como o Maariv e o Yediot Aharonot, o Haaretz é de gama alta, com artigos mais longos, letra mais pequena, menos imagens e secções diárias sobre ciência e literatura. 